# Nanger
Nanger is een geslacht van zoogdieren uit de  familie van de Bovidae (Holhoornigen). De wetenschappelijke naam van het geslacht werd in 1885 gepubliceerd door Fernand Lataste.

## Soorten
Er worden 5 soorten in dit geslacht geplaatst:
- Nanger dama – Damagazelle
- Nanger granti – Grantgazelle
- Nanger notatus
- Nanger petersii
- Nanger soemmerringii – Soemerringgazelle